# Andrej Kravtjuk
Andrej Jurjevitj Kravtjuk (Андрей Юрьевич Кравчук), född 13 april 1962 i Leningrad, är en rysk filmregissör och manusförfattare. Han regidebuterade 2000 med julfilmen Rozjdestvenskaja misterija. Hans nästa film, adoptionsdramat Italienaren från 2005, blev ett internationellt genombrott och vann två priser vid filmfestivalen i Berlin. Admiral från 2008, om den tsarlojale befälhavaren Aleksandr Koltjak, blev både hyllad och kontroversiell i Ryssland, och utsågs 2015 till en av tidernas 24 bästa krigsfilmer i brittiska The Daily Telegraph. Kravtjuks fjärde långfilm är Viking som kretsar kring Kievriket och bygger på Nestorskrönikan och den nordiska sagalitteraturen.

## Filmregi
- Rozjdestvenskaja misterija (2000)
- Italienaren (Italjanets) (2005)
- Admiral (2008)
- Viking (film 2016)
- Frälsningsunionen (2019)
- Peter I: Den sista Tsaren och den första kejsaren (2022)